# Пульяк
Пулья́к (фр. Pouliacq) — коммуна во Франции, находится в регионе Аквитания. Департамент — Атлантические Пиренеи. Входит в состав кантона Тер-де-Люи и Кото-дю-Вик-Бий. Округ коммуны — По.
Код INSEE коммуны — 64456.

## География

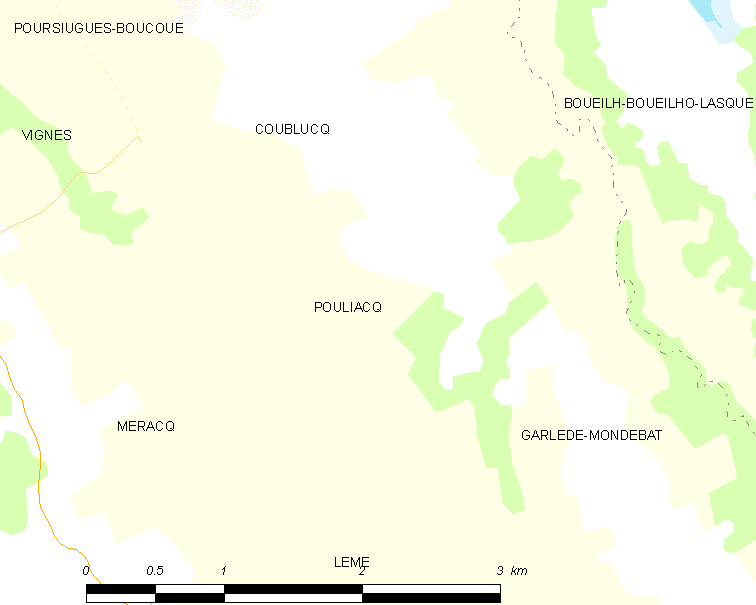
Карта коммуны

Коммуна расположена приблизительно в 630 км к югу от Парижа, в 150 км южнее Бордо, в 26 км к северу от По.

### Климат
Климат тёплый океанический. Зима мягкая, средняя температура января — от +5°С до +13°С, температуры ниже −10 °C бывают редко. Снег выпадает около 15 дней в году с ноября по апрель. Максимальная температура летом порядка 20-30 °C, выше 35 °C бывает очень редко. Количество осадков высокое, порядка 1100 мм в год. Характерна безветренная погода, сильные ветры очень редки.

## Население
Население коммуны на 2010 год составляло 48 человек.
| 1962 | 1968 | 1975 | 1982 | 1990 | 1999 | 2010 |
| ---- | ---- | ---- | ---- | ---- | ---- | ---- |
| 59   | 48   | 62   | 49   | 38   | 36   | 48   |

## Администрация
| Период | Период | Фамилия           | Партия | Примечания |
| ------ | ------ | ----------------- | ------ | ---------- |
| 1995   | 2008   | Жорж Бобаше-Курне |        |            |
| 2008   | 2020   | Пьер Дюпуи-Ба     |        |            |

## Экономика
В 2010 году среди 27 человек трудоспособного возраста (15-64 лет) 21 были экономически активными, 6 — неактивными (показатель активности — 77,8 %, в 1999 году было 75,0 %). Из 21 активных жителей работали 20 человек (9 мужчин и 11 женщин), безработным был 1 мужчина. Среди 6 неактивных 3 человека были учениками или студентами, 3 — пенсионерами, 0 были неактивными по другим причинам.

## Достопримечательности
- Церковь Св. Иоанна Крестителя (XII век)[4]
- Замок Каплан (XVII век)[5]